# Saison 1 de Guyane
Cet article présente les épisodes de la première saison de la série télévisée française Guyane.

## Liste des épisodes

### Épisode 1:Terre inconnue
- 23 janvier 2017 sur Canal+

### Épisode 2:St Elias
- 23 janvier 2017 sur Canal+

### Épisode 4:Sarah Bernhardt
- 30 janvier 2017 sur Canal+

### Épisode 5:Tomasinho
- 6 février 2017 sur Canal+

### Épisode 6:Garrota Di Program
- 6 février 2017 sur Canal+

### Épisode 7:Pikolet
- 13 février 2017 sur Canal+

### Épisode 8:Pour une poignée de métal
- 13 février 2017 sur Canal+